# Карстен Полкі
Карстен Полкі (нім. Karsten Polky; нар. 14 листопада 1961, Бад-Шмідеберг, Саксонія-Ангальт, НДР) — німецький борець вільного стилю, бронзовий призер чемпіонату світу, чотириразовий срібний призер чемпіонатів Європи, учасник двох Олімпійських ігор.

## Життєпис
Дебютував на міжнародному рівні у складі молодіжної збірної НДР у 1984 році, здобувши срібну медаль чемпіонату Європи. Через чотири роки вибув на груповому етапі на Олімпіаді в Сеулі 1988 року, представляючи Східну Німеччину в напівлегкій вазі. У Барселоні в 1992 році він представляв об'єднану Німеччину і посів дев'яте місце. На чемпіонаті світу 1989 року Полкі виграв бронзову медаль і додав чотири поспіль срібні медалі на чемпіонаті Європи 1987-90 років. На національному рівні він виграв титули Східної Німеччини в 1987-88 роках, а також титули Німеччини після возз'єднання в 1991-92 роках.

## Спортивні результати на міжнародних змаганнях

### Виступи на Олімпіадах
| Змагання                    | Збірна    | Вагова категорія          | Місце                      |
| --------------------------- | --------- | ------------------------- | -------------------------- |
| Літні Олімпійські ігри 1988 | НДР       | вільна боротьба, до 62 кг | вибув після п'ятого раунду |
| Літні Олімпійські ігри 1992 | Німеччина | вільна боротьба, до 62 кг | 9                          |

### Виступи на Чемпіонатах світу
| Змагання                        | Збірна | Вагова категорія          | Місце  |
| ------------------------------- | ------ | ------------------------- | ------ |
| Чемпіонат світу з боротьби 1987 | НДР    | вільна боротьба, до 62 кг | 7      |
| Чемпіонат світу з боротьби 1989 | НДР    | вільна боротьба, до 62 кг | Бронза |
| Чемпіонат світу з боротьби 1990 | НДР    | вільна боротьба, до 62 кг | 9      |

### Виступи на Чемпіонатах Європи
| Змагання                         | Збірна    | Вагова категорія          | Місце  |
| -------------------------------- | --------- | ------------------------- | ------ |
| Чемпіонат Європи з боротьби 1987 | НДР       | вільна боротьба, до 62 кг | Срібло |
| Чемпіонат Європи з боротьби 1988 | НДР       | вільна боротьба, до 62 кг | Срібло |
| Чемпіонат Європи з боротьби 1989 | НДР       | вільна боротьба, до 62 кг | Срібло |
| Чемпіонат Європи з боротьби 1990 | НДР       | вільна боротьба, до 62 кг | Срібло |
| Чемпіонат Європи з боротьби 1992 | Німеччина | вільна боротьба, до 62 кг | 16     |

### Виступи на інших змаганнях
| Змагання                           | Збірна    | Вагова категорія          | Місце  |
| ---------------------------------- | --------- | ------------------------- | ------ |
| Гран-прі Німеччини з боротьби 1985 | НДР       | вільна боротьба, до 62 кг | Бронза |
| Гран-прі Німеччини з боротьби 1987 | НДР       | вільна боротьба, до 62 кг | Срібло |
| Гран-прі Німеччини з боротьби 1989 | НДР       | вільна боротьба, до 62 кг | Бронза |
| Гран-прі Німеччини з боротьби 1990 | НДР       | вільна боротьба, до 62 кг | Золото |
| Гран-прі Німеччини з боротьби 1992 | Німеччина | вільна боротьба, до 62 кг | Бронза |
| Гран-прі Німеччини з боротьби 1993 | Німеччина | вільна боротьба, до 57 кг | Срібло |

### Виступи на змаганнях молодших вікових груп
| Змагання                                      | Збірна | Вагова категорія          | Місце  |
| --------------------------------------------- | ------ | ------------------------- | ------ |
| Чемпіонат Європи з боротьби серед молоді 1984 | НДР    | вільна боротьба, до 57 кг | Срібло |